# وزير المواصلات
وزير المواصلات هو الوزير المسؤول عن النقل والمواصلات في الدولة، وتشمل مسؤوليات وزارته وضع قوانين تنظيم الأمان على الطرق، ووضع سياسة النقل في الحكومة، وتنظيم النقل عام وتطوير البنية التحتية.
بعض الوزارات لديها مسؤوليات في مجالات مثل البنية التحتية والأعمال العامة والمياه والبناء والاتصالات، وأيضاً السكن والنشاطات الاقتصادية مثل الصناعة والتجارة.
1. ↑  مذكور في: ملف استنادي متكامل. مُعرِّف الملف الاستنادي المُتكامِل (GND): 1208349198. الوصول: 15 ديسمبر 2024. الاقتباس: Oberbegriffe[:] Minister. لغة العمل أو لغة الاسم: الألمانية. المُؤَلِّف: مكتبة ألمانيا الوطنية.